# Balmonte (Castro de Rey)
Balmonte (llamada oficialmente San Salvador de Balmonte) es una parroquia española del municipio de Castro de Rey, en la provincia de Lugo, Galicia.

## Organización territorial
La parroquia está formada por seis entidades de población:

### Entidades de población
Entidades de población que forman parte de la parroquia:
- A Igrexa
- A Valiña
- Eiravedra
- O Suso
- Vilaseñor

### Despoblado
Despoblado que forma parte de la parroquia:
- A Torre

## Demografía
| Gráfica de evolución demográfica de Balmonte entre 2000 y 2019 |
|                                                                |
| Datos según el nomenclátor publicado por el INE.               |